# ミール (猫)
ミール（ロシア語: мирより。2012年2月12日 - 2024年12月3日）は、秋田県知事佐竹敬久の飼い猫のうちの1匹だった雄のシベリア猫（サイベリアン）。
2012年（平成24年）、秋田県知事佐竹敬久は、東北地方太平洋沖地震に対する支援の返礼として、雌の秋田犬をロシア連邦大統領ウラジーミル・プーチンへと贈った（Юмэ / ゆめ(ru))。ミールは、秋田犬の返礼として贈られた猫である。2013年（平成25年）2月5日に秋田県知事の元に届き、贈呈式が行われた。秋田到着から現在にかけて、知事公舎、私邸などでの様子がたびたび報道されており、毎年猫の日（2月22日）になるとミールの様子を伝える動画が更新される。
「ミール」は、ロシア語で「平和」を意味する「мир」からの命名である。
佐竹は猫好きとして知られており、ミールの贈呈当時、知事公舎では8匹の保護猫が飼われていた。ミールは人見知りであり、おとなしい性格をもつ。
2024年（令和6年）12月3日午前4時頃に12歳で死んだ。ミールは、健康診断を年2回受けており、2024年春頃までは健康であった。しかし、6月頃に体調を崩し、消化器系リンパ腫と診断された。その後、治療を続けたものの、11月末頃から急激に衰弱し、知事と飼っていた他の3匹の猫に見守られながら、自宅で息を引き取った。県は3日にミールの死をロシア政府へと知らせるためにロシア大使館へとメールしたが、9日時点で返信はないという。
また、秋田県知事が贈ったゆめについては、2016年（平成28年）12月を最後に公の場に姿を表しておらず、消息は不明となっていたが、ミールの死後、ロシア大統領府は2024年12月17日までに共同通信社の質問に書面で答え、ゆめが健在であることが分かった。